# Florent Luyten
Florent Luyten (5 maart 1920) is een Belgische voormalige atleet, die gespecialiseerd was in het speerwerpen. Hij werd eenmaal Belgisch kampioen.

## Biografie
Luyten werd in 1954 Belgisch kampioen speerwerpen. Hij was aangesloten bij Antwerp AC.

## Belgische kampioenschappen
| onderdeel   | jaar |
| ----------- | ---- |
| speerwerpen | 1954 |

## Palmares
speerwerpen
- 1954:  BK AC - 57,71 m